# Ciro Giannelli
Ciro Giannelli (Roma, 29 maggio 1905 – La Spezia, 3 dicembre 1959) è stato un bibliotecario, filologo classico e bizantinista italiano.
Filologo bizantinista, slavista e specialista di paleografia greca, fu scriptor linguae Graecae (cioè conservatore dei manoscritti greci) della Biblioteca Apostolica Vaticana. Insegnò Filologia Bizantina all'Università di Roma "La Sapienza". Catalogò quasi duecento codici greci del fondo principale della Biblioteca Vaticana e pubblicò importanti studi di paleografia greca e civiltà, filologia e letteratura bizantina.

## Biografia[1]
Figlio di Guglielmo Giannelli, ufficiale in marina, e Ida Rossi, studiò nella capitale dove ebbe come maestro Nicola Festa. Si laureò nel 1927 (con una tesi sull'Adversus Coloten di Plutarco) e l'anno dopo vinse il concorso come professore di latino e greco nel liceo di Zara. Approfittò dell'occasione per imparare le lingue slave, soprattutto il russo e il serbo-croato.
Nello stesso 1928 fu chiamato a collaborare con la Biblioteca Vaticana, dove il 2 gennaio del 1931 fu nominato scriptor linguae Graecae. L'attività presso la Vaticana, protrattasi fino alla fine dei suoi giorni, gli permise di approfondire le sue conoscenze non solo di codicologia e paleografia greca, ma anche di storia greca e bizantina.
Nel 1949, al pensionamento di Silvio Giuseppe Mercati, ricevette l'incarico di Filologia Bizantina alla Sapienza; nel 1954 divenne professore straordinario e, nel 1957, ordinario della stessa disciplina. Accanto a un'intensa attività congressuale, fondò a Roma la Rivista di cultura classica e medioevale (assieme ad Ettore Paratore e Gustavo Vinay) e la collana Testi e studi bizantini e neoellenici, collaborando anche agli Orientalia christiana periodica e alla sezione bibliografica (nel triennio 1956-59) della Byzantinische Zeitschrift.
Morì, celibe, a La Spezia, nel 1959.

## Campo di ricerca
Giannelli ebbe molti interessi, ma il suo magnum opus rimane certamente la catalogazione di quasi duecento codici greci della Biblioteca Vaticana e la schedatura quasi completa di altri sessanta, poi pubblicati da Paul Canart.
Nei suoi scritti Giannelli si occupò di ogni aspetto della cultura bizantina: dalla letteratura al diritto, dalla storia (specialmente ecclesiastica) alla società, dalla liturgia ai rapporti di Bisanzio con le culture slave; approfondì in particolare il rapporto che correva a Bisanzio tra cultura e rito e, sostenuto da una solida conoscenza delle lingue slave, l'espansione bizantina tra quei popoli. I suoi opuscoli, non numerosi ma di variegato argomento, sono stati riediti negli Scripta minora di C. Giannelli = Studi bizantini e neoellenici, X (1963).
Curò, senza vederne la pubblicazione, un'edizione critica dei Tetrastici di Teodoro Prodromo; i suoi lavori furono utilizzati per una monografia successiva su San Giovanni Theristis, nonché un saggio sulla storia ecclesiastica albanese.

## Pubblicazioni
- Bibliografia di diritto bizantino e slavo e di storia giuridica ad essi connessa, in Studia et documenta historiae et iuris, vol. 1, 1935,  pp. 234-236.
- Di alcune versioni e rielaborazioni serbe delle "Solutiones breves quaestionum naturalium" attribuite a Michèle Psello, in Studi bizantini e neoellenici, vol. 5, 1936,  pp. 445-468.
- Petar Zlo jutrić, primo vescovo dei Bulgari cattolici (1601-1623), in una supplica inedita dei suoi fedeli, in Orientalia Christiana Analecta, vol. 111, 1937,  pp. 177-191.
- Un documento sconosciuto della polemica tra Greci e Latini intorno alla formula battesimale, in Orientalia christiana periodica, vol. 10, 1944,  pp. 150-167.
- Témoignages patristiques grecs en faveur d'une apparition du Christ ressuscité à la Vierge Marie, in Revue des études byzantines, vol. 11, 1953,  pp. 106-119.
- Lettere del Patriarca di Pec Arsenio III e del Vescovo Savatije all'Arcivescovo di Antivari Andrea Zmajevic, in Orientalia christiana periodica, vol. 21, 1955,  pp. 63-78.
- Tetrastici di Teodoro Prodromo sulle feste fisse e sui santi del calendario bizantino, in Analecta Bollandiana, vol. 75, 1957,  pp. 299-337.
- L'ultimo ellenismo nell'Italia meridionale, in Atti del 3° Congresso internazionale di studi sull'alto medioevo, 1959,  pp. 275-298.
- Scripta minora, collana Studi bizantini e neoellenici 10, Roma, 1963.